# داراپور
داراپور (به انگلیسی: Darapur) یک روستا در پاکستان است که در ناحیه جهلم واقع شده‌است.